# 内豎所
内豎所（ないじゅどころ）は、日本律令制における令外官の官司。内裏の雑務・警護を行う内豎を統括・事務を行った。
内豎は元々は豎子と呼ばれていた。『続日本紀』天平宝字元年4月4日条（757年）に「内供奉豎子」が登場しており、設置はそれ以前に遡る。また、彼らを統括する組織として豎子所（じゅしどころ）が置かれていた（設置時期不明）。
天平宝字7年（763年）に豎子が内豎に改められた際に、豎子所も内豎所と改められた。当時は淳仁天皇・恵美押勝の政権下にあり、同政権の強化策として改制が行われたと考えられている。皮肉にもこの路線は彼らを倒した称徳天皇・弓削道鏡政権によって強化され、神護景雲元年（767年）に内豎省に昇格した。
ところが、称徳天皇の崩御と道鏡の失脚に伴い、宝亀3年（772年）に内豎は内豎省ともども廃止されて、各衛府に分割された。その後、内豎は縮小されて復活し、内豎曹司が起かれたが再度廃止され、弘仁2年（811年）に内豎所が復置され、その後は蔵人所の下で内裏内に時刻を告知するなどの雑務に従事した。『延喜式』では、中務省所属の官司とされている。
内豎所の長である別当には大臣（『西宮記』）・摂政関白（『職源鈔』）が充てられていたが実際には名誉職（『小右記』によれば初任は延喜9年（909年）に左大臣源光が任じられた例であるという）で、この他に近衛次将及び六位官人（治部少丞など）がそれぞれ別当に補されて諸官人及び内豎を監督し、実際に実務を統括したである頭（定員1名）には伊勢か美濃の掾が兼務するのが慣例となっていた。この両職は官位相当制では正七位下・従七位上相当であり、実際に任官される官人の位階はこれより高いとはいえ、宮廷全体からすれば低い職であった。この下には官人代（承平6年（936年）以後は執事）、大籍喚、大籍奏事、別籍が各1名ずつ置かれていた。